# المفرق
المفرق (به عربی: المفرق) یک منطقهٔ مسکونی در عربستان سعودی است که در استان مدینه واقع شده‌است.